# Anastassija Alexandrowna Frolowa
Anastassija Alexandrowna Frolowa (russisch Анастасия Александровна Фролова; englische Schreibweise Anastasia Frolova; * 21. Juni 1994) ist eine ehemalige russische Tennisspielerin.

## Karriere
Frolowa bevorzugt Hartplätze und spielt bislang vor allem bei Turnieren der ITF Women’s World Tennis Tour, wo sie bisher einen Titel im Einzel und 11 im Doppel gewinnen konnte.

## Turniersiege

### Einzel
| Nr. | Datum             | Turnier | Kategorie   | Belag             | Finalgegnerin   | Ergebnis   |
| --- | ----------------- | ------- | ----------- | ----------------- | --------------- | ---------- |
| 1.  | 13. November 2016 | Minsk   | ITF $25.000 | Hartplatz (Halle) | Anna Kalinskaja | ohne Spiel |

### Doppel
| Nr. | Datum           | Turnier          | Kategorie   | Belag     | Partnerin           | Finalgegnerinnen                          | Ergebnis  |
| --- | --------------- | ---------------- | ----------- | --------- | ------------------- | ----------------------------------------- | --------- |
| 1.  | 20. August 2011 | Sankt Petersburg | ITF $10.000 | Sand      | Polina Winogradowa  | Tatjana Kotelnikowa Marija Scharkowa      | 6:2, 6:2  |
| 2.  | 14. Januar 2012 | Antalya          | ITF $10.000 | Sand      | Jewgenija Paschkowa | Patricia Chirea Patricia Maria Tig        | 6:4, 7:62 |
| 3.  | 6. Juni 2015    | Kasan            | ITF $10.000 | Hartplatz | Jana Sisikowa       | Aida Kalimullina Jekaterina Jaschina      | 6:2, 6:3  |
| 4.  | 23. Juli 2016   | Astana           | ITF $10.000 | Hartplatz | Angelina Gabujewa   | Swjatlana Piraschenka Aljona Sotnykowa    | 6:2, 6:3  |
| 5.  | 20. August 2016 | Moskau           | ITF $10.000 | Sand      | Margarita Lasarewa  | Polina Novoselova Alexandra Pospelowa     | 6:2, 6:0  |
| 6.  | 11. März 2017   | Antalya          | ITF $15.000 | Sand      | Aljona Tarassowa    | Barbora Miklová Karolína Muchová          | 7:5, 6:1  |
| 7.  | 18. März 2017   | Antalya          | ITF $15.000 | Sand      | Aljona Tarassowa    | Dia Ewtimowa Jasmina Tinjić               | 7:5, 6:1  |
| 8.  | 24. Juni 2017   | Fargʻona         | ITF $25.000 | Hartplatz | Nigina Abduraimova  | Xenija Lykina Sabina Sharipova            | 7:67, 7:5 |
| 9.  | 27. April 2018  | Qarshi           | ITF $25.000 | Hartplatz | Nigina Abduraimova  | Anastassija Gassanowa Jekaterina Jaschina | 7:67, 6:1 |
| 10. | 23. Juni 2018   | Fargʻona         | ITF $25.000 | Hartplatz | Jekaterina Jaschina | Sofja Lansere Kamilla Rachimowa           | 6:1, 7:64 |
| 11. | 17. August 2018 | Moskau           | ITF $15.000 | Sand      | Anna Morgina        | Anastassija Charitonowa Darja Nasarkina   | 6:3, 6:4  |